# Jegerup (plaats)
Jegerup is een plaats in de Deense regio Zuid-Denemarken, gemeente Haderslev. De plaats telt 456 inwoners (2008).
- Virtual International Authority File: 280778810